# Elizabeth Kapu'uwailani Lindsey
Elizabeth Kapu'uwailani Lindsey (Oahu, 17 de abril de 1956) es una antropóloga, actriz y documentalista estadounidense, reconocida por ser la primera Miembro de la Organización National Geographic Society.
En su obra ha documentado la labor Pius "Mau" Piailug de Micronesia, la historia del pueblo Moken, una tribu de nómadas marinos del Asia sudoriental, de los ancianos Māori de Nueva Zelanda, de los sacerdotes de la comunidad Quero del Perú y los maestros de Chi kung en los templos de China.
Lindsey dirigió y produjo Then There Were None, un documental de 1996 que relata la difícil situación de los nativos hawaianos. Recibió el premio CINE Golden Eagle, entre otros galardones. Como actriz ha aparecido en series de televisión como Star Trek: The Next Generation, Knight Rider y Magnum P.I., entre otras.

## Filmografía

### Cine y televisión
- 2005 - True Love & Mimosa Tea (corto)
- 1999 - The Corruptor
- 1999 - Fantasy Island
- 1998 - Bulworth
- 1998 - Próxima parada Wonderland
- 1994 - The Byrds of Paradise
- 1990 - A fuerza de cariño
- 1990 - Saigón: último vuelo de salida (telefilme)
- 1988 - Playa de China
- 1988 - Star Trek: La nueva generación
- 1986 - Sangre y orquídeas (telefilme)
- 1985 - Matt Houston
- 1985 - Challenge of a Lifetime (telefilme)
- 1984 - Simon & Simon
- 1984 - Mike Hammer
- 1984 - Knight Rider
- 1982 - Dinastía
- 1981 - Magnum, P.I.
- 1981 - Los ángeles de Charlie
- 1979 - La isla de la fantasía

## Premios y reconocimientos
- Miss Hawaii (1978)
- Premio CINE Golden Eagle (1996) (por Then There Were None)
- "Mujer del Año" de la isla de Hawái (2004)
- Miembro de la National Geographic Society (2008)
- Premio Visionary de las Naciones Unidas (2010)